# NGC 1515A
NGC 1515A في الفهرس العام الجديد، هي مجرة، تقع في كوكبة أبو سيف (كوكبة). اكتشفها جيمس دنلوب في عام 1826.

## روابط خارجية
- NGC 1515A على موقع ويكي سكاي: DSS2, SDSS, GALEX, IRAS, Hydrogen α, X-Ray, Astrophoto, Sky Map, Articles and images